# Irina Permitina
Irina Permitina, född den 3 februari 1968, är en rysk friidrottare som tävlar i maratonlöpning.
Permitina deltog vid VM i Helsingfors 2005 där hon slutade 34:a. Vid EM 2006 i Göteborg blev hon bronsmedaljör på tiden 2:30.53.

## Personligt rekord
- Maraton - 2:26.53